# Erik F. Qvist
Erik Fristrup Qvist (født 31. oktober 1921 i Aarhus, død 24. november 2000) var en dansk ingeniør, entreprenør og frimurer. 
Han var derudover medlem af bestyrelser for en lang række danske organisationer m.m. Han var Ridder af 1. grad af Dannebrog og var tildelt bl.a. Kong Karl 13. af Sveriges Orden og Håndværksrådets Hæderstegn i Guld. Han var Den Danske Frimurerordens formand (højeste styrer) i 1988-97. Han var endvidere æresmedlem af flere organisationer, bl.a. Dansk Arbejdsgiverforening og Aarhus Murerlaug. Han blev optaget i Kraks Blå Bog.
Erik F. Qvist blev bygningskonstruktør i 1943, bygningsingeniør i 1944, og bestod diplomuddannelsen i driftsorganisation i 1946. Han var derefter ansat som ingeniør, indtil han fra 1970 havde egen virksomhed, der i 1972 blev omdannet til et aktieselskab. Han var herefter bestyrelsesformand for aktieselskabet.
Erik F. Qvist var medlem af bestyrelser for adskillige danske organisationer m.m., bl.a. formand for Dansk Arbejdsgiverforening i Aarhus i 1967-86, medlem af hovedbestyrelsen for Dansk Arbejdsgiverforening i 1977-84, medlem af bestyrelsen for Aarhus Murerlaug fra 1967 og frem, viceoldermand i 1974-75, oldermand i 1975-89, medlem af bestyrelsen for Marselisborg Seminarium fra 1967 og frem, næstformand i 1970-77, formand i 1977-90, formand for bestyrelsen for Læreruddannelsen i Århus (tidl. Århus Dag- og Aftenseminarium) fra 1990 og frem, medlem af bestyrelsen for Foreningen af Statsanerkendte Privatseminarier i 1977-93, medlem af bestyrelsen for Lærerseminariernes Bestyrelsesforening fra 1993 og frem, medlem af bestyrelsen for H.M. Kong Christian IX og H.M. Dronning Louises Guldbryllupsasyl i Aarhus fra 1968 og frem, næstformand i 1971-77, formand i 1977-96, medlem af bestyrelsen for Håndværksrådet i 1981-90, formand for Håndværksrådets Byggefaglige Udvalg i 1982-90, formand for Håndværkets Byfornyelsesselskab i 1983-95, medlem af bestyrelsen for Aarhus Tech (tidl. Aarhus Tekniske Skole) fra 1984 og frem, næstformand i 1986-90, kirkeværge og medlem af menighedsrådet for Langenæs Kirke i Aarhus i 1984-96.
Han blev gift 19. januar 1949 med prokurist Gertie Møller/Thrane (født 8. januar 1924).